# Birtalan Ákos
Birtalan Ákos (Székelyvécke, 1962. július 2. – Gyergyószentmiklós, 2011. augusztus 24.) romániai magyar politikus, gazdasági szakember, egyetemi oktató.

## Élete

### Az oktatásban
Kolozsváron, a Babeș–Bolyai Tudományegyetemen szerzett közgazdász diplomát, majd azt követően Sepsiszentgyörgyön, pénzügyi szakemberként dolgozott. Miniszteri tisztsége után egyetemi oktatóként a Babeș–Bolyai Tudományegyetem sepsiszentgyörgyi főiskolájának adjunktusaként, majd docenseként tevékenykedett. Alapító tanszékvezetője volt a Sapientia Erdélyi Magyar Tudományegyetem csíkszeredai gazdaságtudományi tanszékének, és tagja volt a Sapientia Alapítvány kuratóriumának, és mint ilyen meghatározó szerepe volt a csíkszeredai egyetemi helyszín létrehozásában. Alapító tagja volt még a Romániai Magyar Közgazdász Társaságnak, a sepsiszentgyörgyi Berde Áron Tudományos Társaságnak pedig alapító elnöke volt. Két főiskolai jegyzete, továbbá tanulmányai, cikkei jelentek meg. 2000. októberben megvédte disszertációját a bukaresti Közgazdasági Akadémián, ezzel elnyerte a gazdasági tudományok doktora címet.

### A politikában
1992 és 2004 között a Romániai Magyar Demokrata Szövetség (RMDSZ) Kovászna megyei képviselője volt. 1996 decemberében a Ciorbea-kormány, majd annak 1998-as átalakulását követően a Dejeu-kormány turisztikai miniszter lett. A tárcát a kormányváltásig, 1998. áprilisáig irányította. 2004 januárjában, a Székely Nemzeti Tanács 17-i, Sepsiszentgyörgyre összehívott ülésén egyhangúlag elfogadták Székelyföld autonómia-tervezetét. Birtalan – mint háromszéki parlamenti képviselő – vállalta, hogy a statútumot a román törvényhozó testület elé terjeszti.
2004-től, betegsége miatt, a közélettől visszavonultan élt Sepsiszentgyörgyön feleségével és két gyermekével. A kolozsvári Házsongárdi temetőben helyezték örök nyugalomra.

## Díjai
- Gábor Áron-díj (2008)
- Kós Károly-díj[7] (2013) post mortem[8]